# Шапкинский район
Шапкинский район — административно-территориальная единица в составе Воронежской, Тамбовской и Балашовской областей, существовавшая в 1938—1956 годах. Центр — село Шапкино.
Шапкинский район был образован в составе Воронежской области в ноябре 1938 года. В его состав вошли Берёзовский, Варваринский, Вольно-Вершинский, Заполатовский, Земетчинский, Краснояровский, Куйбышевский, Кулябовский, Степанищевский, Чащинский и Шапкинский сельсоветы Мучкапского района.
4 февраля 1939 года Шапкинский район был передан в Тамбовскую область.
10 января 1954 года Шапкинский район был передан в Балашовскую область.
В декабре 1956 года Шапкинский район был упразднён, а его территория передана в Мучкапский район.